# Magleby Sogn (Slagelse Kommune)
 For alternative betydninger, se Magleby Sogn. (Se også artikler, som begynder med Magleby Sogn)
Magleby Sogn er et sogn i Slagelse-Skælskør Provsti (Roskilde Stift).
I 1800-tallet var Magleby Sogn et selvstændigt pastorat. Det hørte til Vester Flakkebjerg Herred i Sorø Amt. Magleby sognekommune blev ved kommunalreformen i 1970 indlemmet i Skælskør Kommune, der ved strukturreformen i 2007 indgik i Slagelse Kommune.
I Magleby Sogn ligger Magleby Kirke.
I sognet findes følgende autoriserede stednavne:
- Askegårde (bebyggelse, ejerlav)
- Askehøj (bebyggelse)
- Bankehuse (bebyggelse)
- Borreby Slot (ejerlav, landbrugsejendom)
- Engsøen (bebyggelse)
- Feddet (areal)
- Fedkrog (vandareal)
- Flasken (areal)
- Fornetofte (bebyggelse, ejerlav)
- Gadehuse (bebyggelse)
- Gammelsø (areal)
- Gedehave (bebyggelse, ejerlav)
- Holten (bebyggelse, ejerlav)
- Kidholm (areal)
- Kokkehuse (bebyggelse)
- Maden (bebyggelse)
- Magleby (bebyggelse, ejerlav)
- Magleby Ravnemark (bebyggelse, ejerlav)
- Mindeshoved (bebyggelse, ejerlav)
- Noret (bebyggelse, ejerlav)
- Nysø (areal)
- Nyvang (bebyggelse)
- Sevedø (ejerlav, landbrugsejendom)
- Stigsnæs (areal, bebyggelse)
- Søhuse (bebyggelse)
- Tornæs (areal, bebyggelse, ejerlav)
- Øksenæs (areal, bebyggelse, ejerlav)
- Øksenæs Fjord (vandareal)
- Østerhoved (bebyggelse, ejerlav)
- Østerhovedgård (landbrugsejendom)